# Кононенко, Григорий Васильевич
Григорий Васильевич Кононенко (род. 15 мая 1934, Харьков) — конструктор радиолокационных приборов, лауреат Государственной премии СССР (1975).

## Биография
Родился 15 мая 1934 г. в Харькове.
В 1957 году окончил Артиллерийскую радиотехническую академию ПВО (АРТА) им. Маршала Советского Союза Л. А. Говорова.
Служил в/ч 03080 (10 ГНИИП МО) (полигон в Приозёрске). Был старшим инженером отдела обработки результатов испытаний, а затем — старшим инженером отдела анализа результатов испытаний. Участвовал в испытаниях радиолокатора «Дунай-2» и вычислительного комплекса экспериментальной системы ПРО «А» (включая боевую программу), возглавлял группу по анализу испытаний и ввода в строй вычислительного комплекса (ВК) системы «А».
В 1960 г. возглавил межведомственную группу в составе 11 человек, благодаря работе которой удалось установить точную причину двух аварийных пусков противоракеты В-1000.
С января 1961 года был старшим научным сотрудником СВЦ-4 МО (впоследствии 45 ЦНИИ МО) в отделе дальнего обнаружения БР. В дальнейшем занимал должности начальника лаборатории, зам. начальника отдела, начальника отдела, зам. начальника управления, начальника управления СПРН 45 ЦНИИ МО. Участвовал в разработке математических моделей станции дальнего обнаружения БР «Дунай-3», а затем также локаторов «Днестр», «Днестр-М», «Днепр». Лично разработал алгоритмы имитации радиолокационной обстановки для испытаний РЛС «Днестр», «Днестр-М», «Днепр» и руководил работой по созданию комплексных испытательных стендов (КИМС), включая КИМС для РЛС «Дарьял» в Печоре.
В 1975 г. за разработку опытно-теоретического метода испытаний в составе коллектива авторов стал лауреатом Государственной премии СССР.
Участвовал в заводских и государственных испытаниях РЛС «Днестр», «Днепр» (г. Балхаш, 1966—1982); РЛС «Днестр-М», «Днепр» (Мурманск, Рига, 1967—1975); комплекса раннего предупреждения (Солнечногорск, 1969—1970); системы ПРН 1-й и 2-й очередей развития; РЛС «Дарьял» (Печора, Мингечаур, 1978—1984); системы ПРН при подключении к КП всех радиолокационных средств и космической системы обнаружения стартов БР УС-К (1973—1986); космической системы обнаружения стартов БР УС-К (Серпухов, 1983—1990); запасного командного пункта СПРН (Коломна, 1986—1990); системы ПРН (1986—1990).

## Работы
В 1970 г. защитил кандидатскую диссертацию и был утверждён в учёном звании старшего научного сотрудника. Соавтор монографии: Леонов А. И., Васенев В. Н., Гайдуков Ю. И., Даниленко А. А., Дворников Ф. А., Кононенко Г. В., Нагулина Ф. В., Поляк Ю. Г., Саврасов Ю. С. Моделирование в радиолокации / Под ред. Леонова А. И. — М.: Сов. радио, 1979 г. — 264 с., ил., и учебного пособия по математическому моделированию (ВИРТА, 1987).
Награждён орденом Красной Звезды, государственными и ведомственными медалями.